# 19. Unterseebootsflottille
 (juillet 2023).
La 19. Unterseebootsflottille était la 19e flottille de sous-marins allemands de la Kriegsmarine pendant la Seconde Guerre mondiale.
Formée à Pillau en Russie en janvier 1943, la flottille est placée sous le commandement du korvettenkapitän Jost Metzler. En février 1945, elle est transférée à Kiel.
Sa mission officielle est l'entrainement (Ausbildungsflottille) spécialisée dans les manœuvres dans les ports ainsi que dans l'amarrage des U-Boote.
Elle participe également à la formation de base (Kommandanten-Vorschule) des futurs commandants.
Elle cesse ses activités en mai 1945 au moment de la capitulation allemande.

## Affectations
- Octobre 1943 à février 1945 : Pillau;
- Février 1945 à mai 1945 : Kiel.

## Commandement
| Nom          | Grade            | Début        | Fin      |
| Jost Metzler | korvettenkapitän | Octobre 1943 | Mai 1945 |

## Unités
La flottille a reçu 4 unités durant son service, comprenant des U-Boote de type II C.
Unités de la 19. Unterseebootsflottille:
- U-56, U-57, U-58, U-59